# Johannes Post
Johannes Post (Hollandscheveld, 4 oktober 1906 - Overveen, 16 juli 1944) was een Nederlands gewapend-verzetsleider tijdens de Tweede Wereldoorlog die een hoofdrol speelde onder meer bij de Landelijke Knokploegen. Hij organiseerde samen met zijn onderduiker Arnold Douwes de Joodse onderduik in zijn dorp Nieuwlande. Voor zover bekend heeft Post zelf nooit iemand gedood. Ook zijn vier jaar oudere broer Marinus, die in Kampen woonde, heeft gewapende verzetsdaden gepleegd.
De gereformeerde Post is een van de bekendste Nederlandse verzetslieden, hij wordt in het standaardwerk Het Koninkrijk der Nederlanden in de Tweede Wereldoorlog op 34 plaatsen genoemd. In 1944 is hij door de Duitsers geëxecuteerd in de duinen bij Overveen.  Hij ontving de onderscheiding "Rechtvaardige onder de Volkeren" uit Israël voor het redden van Joden. 

## Voor 1940
Johannes Post was het elfde en jongste kind van Jan-Wolters Post en Trijntje Tempen. Hij was landbouwer in Nieuwlande en wethouder in de gemeente Oosterhesselen voor de Anti-Revolutionaire Partij (ARP). Op 26 november 1929 trouwde Post met Dina Salomons (1903-1991). Ze kregen negen kinderen.

## De eerste oorlogsjaren
Het plan van Post om tijdens de meidagen van 1940 naar het westen van Nederland te gaan om tegen de Duitsers te vechten verviel door het snelle einde van de gevechtshandelingen en demotivering van een lokale predikant. Tot 1942 hield hij zich met 'kleinere' verzetsdaden bezig zoals het weigeren om vanwege de Duitse bezetting inkomstenbelasting te betalen en het rondbrengen van illegale lectuur.
De eerste onderduiker op de boerderij, in 1942, was Arnold Douwes. Deze inspireerde hem, ging samenwerken met Post en zou de oorlog overleven. Vanuit Hoogeveen kwam het tot de oprichting van een district van de LO, de Landelijke Organisatie van Hulp aan Onderduikers, waardoor het werk in Nieuwlande ook levensvatbaar werd, en waar Post in meedeed. In deze periode kwam Post in contact met Frits de Zwerver, vergaarde distributiebonnenvia het District Hoogeveen van de LO, was betrokken bij het vervalsen van persoonsbewijzen en bracht vele Joodse onderduikers onder in Drenthe. In Nieuwlande zelf waren volgens een opgave van de verzetsmensen zelf uit 1946 ruim 80 Joodse vluchtelingen ondergebracht. Begin 1943 had hij het Joodse meisje Lien Kuijper uit Amsterdam-Zuid opgehaald en in huis genomen. Celina Kuijper ging koerierswerk doen en werd met haar verloofde Ies Davids herenigd. Hij ging persoonsbewijzen bijwerken.

## Gewapend verzet
Van zijn broer Marinus kreeg Post een revolver. Dit was de eerste stap van Post in de richting van het gewapend verzet. Pogingen de Nederlandse verrader De Krol te liquideren mislukten. Dat werd uitgevoerd door Jan Naber en Albert Rozeman. Zij noemden zich 'de N.V.', wat daarna werd ingevuld als Nico en Victor. Wel werd door onder meer Post het WA-gebouw in Hollandscheveld in brand gestoken. De samenwerking met 'de N.V.' was van korte duur, omdat Naber en Rozeman en Post elkaar niet lagen. Post inspireerde een kleine KP-groep uit Nieuwlande en Geesbrug, die bekend werd doordat ze op 23 juni 1943 vijf Plaatselijke Bureau Houders overvielen, en daarmee de administratie rondom de voedselvoorziening en vrijstellingen voor Duitsland vernietigden. Het ging over de PBH's van Nieuweroord, Oosterhesselen, Sleen, Zweeloo en Hollandscheveld. Post hield zichzelf veelal op de achtergrond. Bij deze overvallen wees hij 1x de weg.  
Johannes Post, Celina Kuijper, Ies Davids, Jan Naber en Albert Rozeman hebben zich, toen de Duitsers verbeten naar verzetslieden op jacht gingen, een tijd in het bos aan de Kerkhofdijk te Hollandscheveld schuilgehouden.

## Eerste arrestatie
Post en Lien Kuijper, die voor Post werkte als koerierster, werden op 16 juli 1943 gearresteerd in een pension in Ugchelen door de Apeldoornse politiemannen Jan Lamberts en Jannes Doppenberg. Beiden werden in het politiebureau van Apeldoorn opgesloten. Post wist te ontsnappen maar werd meteen weer opgepakt. Op 18 juli 1943 werd hij alsnog door een Nederlandse rechercheur bevrijd. Een ontsnappingspoging van Kuijper mislukte en zij werd naar Kamp Westerbork overgebracht. Een poging om haar hier uit te bevrijden mislukte. Vanuit Westerbork is zij naar Polen vervoerd en direct na aankomst vergast.
In de zomer van 1943 nam de jacht van de Duitsers op het Drents verzet nog toe. Post, op wie na zijn ontsnapping heftig jacht gemaakt werd, ging verder onder de valse identiteit 'Hemke van der Zwaag'. Post ontsnapte bij een persoonsbewijzencontrole aan een nieuwe arrestatie. De 'N.V.' sloot zich aan bij de KP-Meppel en 'kraakte' het distributiekantoor van Staphorst. De Duitsers namen wraak op het verzet. In het najaar van 1943 werden in Meppel en Staphorst, zonder enige vorm van proces, drie mannen in de deuropening van hun woning of ergens langs de kant van de weg doodgeschoten. Dit waren de eerste slachtoffers van de Aktion Silbertanne.

## Landelijke activiteiten
Omdat de activiteiten van Post in Drenthe te bekend waren geworden verplaatste hij zijn werkzaamheden naar landelijk niveau. In de loop van 1944 werd hij lid van de top van de Landelijke Knokploegen (LKP). Samen met broer Marinus werkten hij onder meer vanuit Rijnsburg waar hun broer Henk Post predikant was.
In januari 1944 vestigde Johannes Post zich met zijn knokploeg in Breda aan de Nachtegaalstraat 12. Onder meer kantoren in Hardinxveld (mislukt) en Oegstgeest werden overvallen. Een poging om Van der Zande, een districtsleider van de LO, te bevrijden mislukte. Ook overvallen in Woerden, Spijkenisse en Rhoon mislukten. De pogingen in onder meer Leiderdorp (4 januari 1944), Poortugaal (12 januari 1944), Oud-Beijerland (20 januari 1944), Klundert (21 januari 1944), Heerjansdam (25 januari 1944), Boekel (4 februari 1944), Lisse (15 februari 1944), Katwijk (8 april 1944) en Maassluis (10 april 1944) slaagden wel. Tijdens een overval op een politiebureau aan de Archimedesstraat in Den Haag (19 februari 1944) werden vele revolvers en officiële documenten buitgemaakt. Na een overval in Zwijndrecht (21 februari 1944) op het in het gemeentehuis gevestigde distributiekantoor werd Post bijna opgepakt.
In maart 1944 werd Post uitgenodigd om toe te treden tot de Top-LKP en richtte hij zich weer op het Noorden. Hij werd uitgenodigd om naar Engeland te gaan om van daaruit het verzetswerk voort te zetten, maar sloeg dit af. Post was in mei 1944 betrokken bij de meest succesvolle overval op een drukkerij, die op drukkerij Hoitsema in Groningen.
In de laatste jaren van de oorlog werden vele kopstukken van het verzet gearresteerd. Een grote tegenslag was de arrestatie van Henk Dienske, provinciaal leider van de LO Noord-Holland en Amsterdam, geweest. Ook Leendert Valstar, beter bekend als 'Bertus', en later Izaak van der Horst werden gearresteerd. Post volgde Leendert Valstar op en droeg het leiderschap in het Noorden over aan Reint Dijkema. Hij werd bij zijn werkzaamheden vaak vergezeld door de Joodse Betty Trompetter, in verzetskringen beter bekend als 'Tineke van der Laan'. Zijn nieuwe uitvalbasis in Amsterdam werd de Witte de Withstraat bij de familie Van der Duin.

### Overval distributiekantoor Haarlem 1944
Op vrijdag 23 juni 1944, precies een jaar na de vier succesvolle overvallen op een dag, werd in opdracht van Post een overval op een distributiekantoor in Haarlem gepleegd die mislukte. Jan Wildschut, die op het allerlaatste moment aan de overvalploeg was toegevoegd, werd hierbij opgepakt en overgebracht naar het Huis van Bewaring Weteringschans in Amsterdam. Zijn verblijf in de Weteringschans, die van later gearresteerde Wim Hartsveld en de aanwezigheid van tientallen andere verzetsstrijders leidden tot het besluit van Post om deze gevangenen te bevrijden. Dit plan werd echter door Jan Boogaard verraden waardoor de overval mislukte en de betrokken verzetsstrijders werden gearresteerd.

## Verhoren en dood

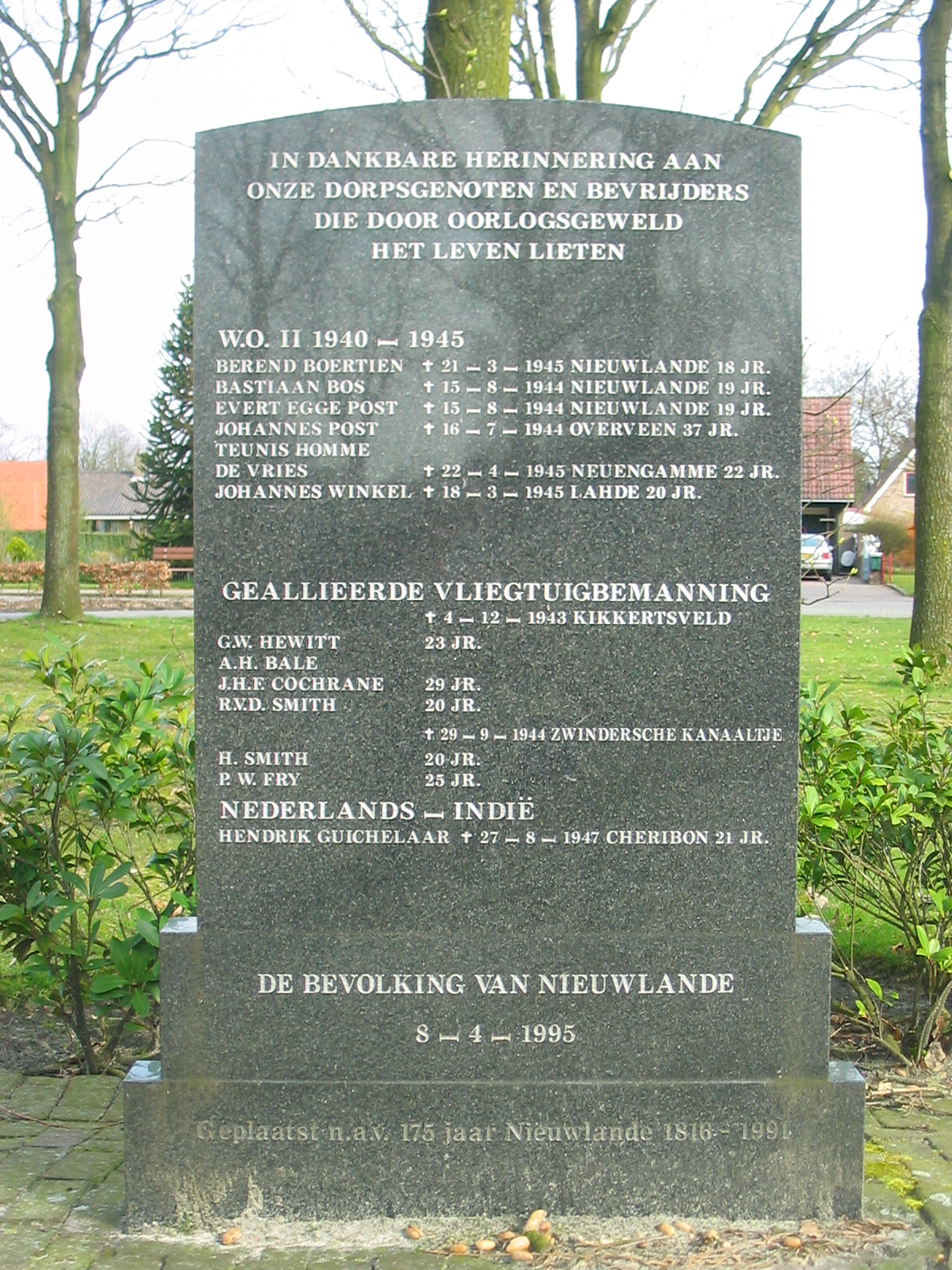
Wereldoorlog II-monument in Nieuwlande

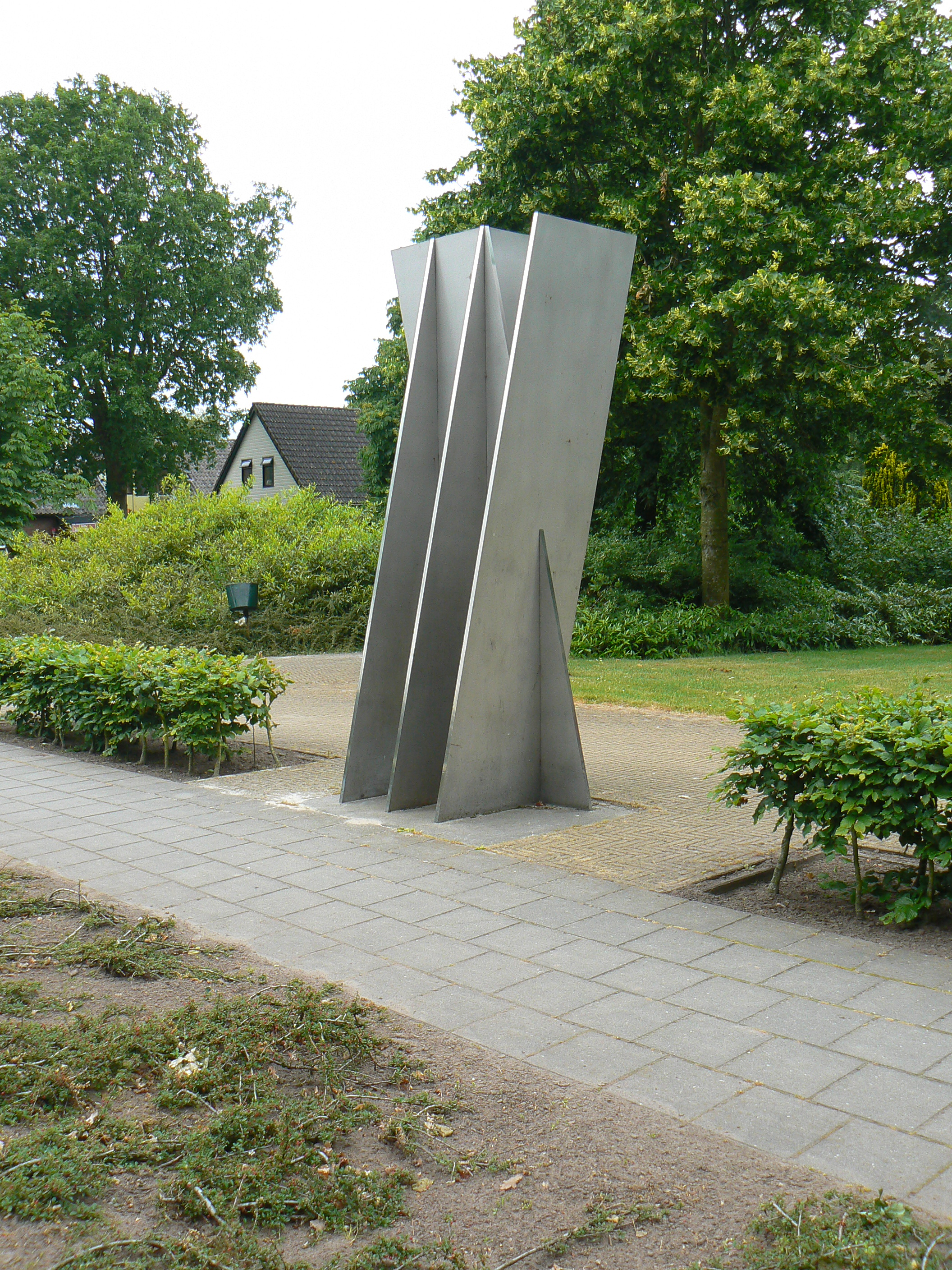
Het Verzetsmonument in Nieuwlande

De dag na de arrestaties begonnen de verhoren. Niemand liet echter een woord los. Tegen de middag werden zeven opgepakte deelnemers aan de overval bij elkaar gebracht: Johannes Post, Jan Niklaas Veldman, Willem Frederik Smit, Arie Stramrood, Jacques Stil, Hilbert van Dijk en Cor ten Hoope, beide laatstgenoemden op brancards. Guus Trestorff, die tijdens de schietpartij het zwaarst gewond was geraakt, was toen al in het Wilhelmina Gasthuis overleden. Aan deze groep werden acht verzetslieden toegevoegd die betrokken waren bij de aanslag op het bevolkingsregister in Amsterdam van ruim een jaar eerder. In een gesloten vrachtwagen werden zij naar de duinen bij Overveen gereden. Daar werd de gehele groep, inclusief de gewonden, gefusilleerd. Alle slachtoffers werden in een massagraf in de duinen begraven.
Op 25 juli 1945 werden de lichamen teruggevonden en later herbegraven op de Eerebegraafplaats Bloemendaal.
Kort na de bevrijding werd de verrader Boogaard gearresteerd en tegen zijn ondervragers gaf hij toe dat hij meteen na de eerste ontmoeting met de Amsterdamse Knokploeg zijn SD-bazen van het hele plan op de hoogte had gesteld. Boogaard werd op 19 juli 1946 door de rechtbank ter dood veroordeeld en het vonnis werd op 1 maart 1947 voltrokken. De meesten van zijn Duitse SD-bazen, inclusief Willy Lages, het hoofd van de Amsterdamse SD, een van de "Vier van Breda", zijn er met gevangenisstraffen vanaf gekomen.

## Nagedachtenis
In Havelte is een militaire kazerne naar Post vernoemd, de Johannes Postkazerne, in Rijsoord het Capitulatiemuseum en in Zwinderen en Leiden een brug. Een aantal scholen draagt zijn naam, onder andere in Sneek, Amstelveen en Hazerswoude-dorp. In ten minste 29 Nederlandse plaatsen is een straat naar Post vernoemd. In Assen bestaat de Johannes Post Groep, een scouting-vereniging.
Na de oorlog werd Post bij Koninklijk Besluit postuum het Verzetskruis 1940-1945 toegekend, ook werd hem later postuum het Verzetsherdenkingskruis toegekend. De Amerikaanse regering verleende hem de Medal of Freedom with Silver Palm. Deze medaille werd op 8 april 1953 in 's-Gravenhage aan zijn familie uitgereikt. Johannes Post en het dorp Nieuwlande kregen de Yad Vashem-onderscheiding van de staat Israël als dank en erkenning vanwege de hulp aan Joden.
De Levensroman van Johannes Post uit 1948 door Anne de Vries is een bekende biografie van Post. Hij is, mede hierdoor, een van de bekendste verzetshelden uit de Tweede Wereldoorlog. Voordat het in boekvorm werd gepubliceerd verscheen het als feuilleton in het tijdschrift 'Ons Vrije Nederland'. In 1995 publiceerde G.C. Hovingh een biografie over de verzetsstrijder: Johannes Post, exponent van het verzet.
- Biografisch Portaal: 30599967
- Gemeinsame Normdatei: 11945193X
- International Standard Name Identifier: 0000 0000 3205 0775
- Library of Congress Control Number: n96036088
- Nederlandse Thesaurus van Auteursnamen: 073936561
- Virtual International Authority File: 72204376
- WorldCat: E39PBJd3RytyWWpMbq6dwcctrq

H.J. van Aalderen
· P. van As
· M. Assies
· J.J. Barendsen
· J.A. Beekman
· H.D.J. Beernink
· L.R. Beijnen
· C.J. van den Berg-van der Vlis
· L.A. Bleys
· G. de Boer
· A.A. Bontekoe
· E.J. Bosch ridder van Rosenthal
· D.A. van den Bosch
· I.J. van den Bosch
· J.H. Bosch
· J.C.J. baron Brantsen
· A.L. Charroin
· F.G.M. Conijn
· M. Crans
· R.J. Dam
· F. Datema
· K.H. Derkzen van Angeren
· H. Dienske
· J.L.G. Doornik
· V. Dreyfus
· N. Dupont
· F. Duwaer
· S. Esmeijer
· G.H. Gelder
· J. Gelderman
· W.J. Gertenbach
· E.A. Giran
· O. Giran
· C.H. de Groot
· P.G.S. Guermonprez
· A. Hahn
· W. van Hall
· J.C.H.F. van Hanxleden Houwert
· Th.W.L. baron van Heemstra
· J.J. Hendrikx
· J.L. Hesselberg
· W.J. Heukels
· I. van der Horst
· J. ter Horst
· H.P. Hos
· J.F.H.M. baron van Hövell van Wezeveld en Westerflier
· B. IJzerdraat
· L. Jansen
· A. Kalter
· G.W. Kastein
· A. Keuter
· T.J. Kroeze
· D.M.R.H. Kroon
· H.Th. Kuipers-Rietberg
· A. Meerwaldt
· J.A.A. Mekel
· J.D. van Melle
· D.C.B. Mesritz
· M.-L.C. Meunier
· J.J. Mohr
· J.L. Moonen
· A.C. Nagtegaal
· F. Nieuwenhuijsen
· B. Oosthoek
· J. Oranje
· T. Pannekoek
· J. Post
· A.J. Rozeman
· V.H. Rutgers
· F.R. Ruys
· W. Santema
· J.J. Schaft
· Jhr. J. Schimmelpenninck
· R.L.A. Schoemaker
· G. Schoonman
· W.P. Speelman
· M. van der Stoep
· B.M. Telders
· A.O.H. Tellegen
· O.R. Thomsen
· G. Tieman
· T.W. de Tourton Bruijns
· L.M. Valstar
· G.J. van der Veen
· D. Verloop
· M.A.E. Verspyck
· P.M.R. Versteegh
· C. Vlot
· G. Weidner
· J.H. Westerveld
· H.B. Wiardi Beckman
· J.W. Wildschut
· J.R.E. Wüthrich
· L. Zwanenburg
· Onbekende Joodse soldaat